# ويليام بويل
ويليام بويل (بالإنجليزية: William Boyle)‏ هو كاتب مسرحي أيرلندي، ولد في 4 أبريل 1853 في مقاطعة لاوث في جمهورية أيرلندا، وتوفي في 6 مارس 1923.

## وصلات خارجية
- ويليام بويل على موقع قاعدة بيانات برودواي على الإنترنت (الإنجليزية)